# 중화인민공화국 공안부
공안부(중국어: 公安部, Ministry of Public Security, MPS)는 중화인민공화국 내에서 행정집행 및 형사사법에 관계된 업무를 담당하는, 경찰에 가까운 기능을 하는 기관이다. 공안기관이라고도 하며, 약칭은 공안이다. 단 일반적으로 경찰이 맡지 않는 위기 관리, 소방 활동, 특수 직업 감독 등의 업무도 공안이 맡는다. 공안부에 소속된 공무원을 인민경찰, 줄여서 민경이라고 한다.

## 공안의 담당 업무
- 범죄 활동의 예방, 단속
- 테러 방지
- 공공질서 유지, 사회 질서 문란 행위 단속
- 교통 및 소방, 위험 물품의 관리
- 호적, 신분증, 주민등록 및 외국인 출입국 관리 외국인 여행 단속
- 국경 감시
- 주요 건물 보호, 국가 지정 위험인물 감시
- 집회, 시위활동 단속
- 공공 통신망 감독(인터넷포함)
- 국가기관, 사회단체, 기업 등이 추진하는 건설작업의 관리 및 안전유지
- 불법 이민자 체포 및 송환
- 특정범죄자 총살 집행

## 조직체계
국무원 산하에 공안부를 둔다. 각 성 및 자치구 별로 공안청을, 각 직할시는 공안국을 둔다. 주요 대도시 및 소도시는 공안국, 공안맹을, 각 지구 별로 공안처를 둔다. 시의 각 구마다 공안분국을, 각 현마다 공안분국 산하의 공안파출소를 둔다.

## 같이 보기
- 홍콩 경무처